# Metarhynchites schenklingi
Metarhynchites schenklingi is een keversoort uit de familie Rhynchitidae. De wetenschappelijke naam van de soort is voor het eerst geldig gepubliceerd in 1921 door Voss.